# Franco da Rocha
Franco da Rocha é um município do estado de São Paulo, localizado na sub-região norte da Região Metropolitana de São Paulo, em conformidade com a lei estadual nº 1.139, de 16 de junho de 2011 e, consequentemente, com o Plano de Desenvolvimento Urbano Integrado da Região Metropolitana de São Paulo (PDUI). A população aferida pelo censo de 2022 do IBGE foi 144 849 habitantes, resultado de uma densidade demográfica de 1 090,9 hab/km², contra 131 604 habitantes e densidade de 980,95 hab/km² pelo censo de 2010.

## História
Franco da Rocha tem sua primeira documentação histórica datada em 1627, época em que a coroa portuguesa oferecia sesmarias aos interessados em cultivar a área. Na época, o benefício para que cuidasse dos Campos do Juqueri foi concedido a Amador Bueno. Outras personalidades, como os bandeirantes Anhangüera e Antônio de Barros e a cabocla Susana Dias também obtiveram posses na região.

### Século XIX
Até o século XIX, a região, que até então pertencia a Santana de Parnaíba, servia de caminho para aqueles que se dirigiam à Minas Gerais. Nesta época, tratava-se de um lugarejo que servia como ponto de alimentação para os tropeiros, que denominariam a região como Parada do Feijão.[carece de fontes?]
Na década de 1850, uma área de 45 km² dos Campos do Juqueri, denominada Fazenda Bethlém, foi comprada pelo barão de Mauá, Irineu Evangelista de Souza, passando a servir de acampamento aos operários que construiriam o túnel que atravessaria a Serra do Botujuru. Após a conclusão das obras, em 1866, a São Paulo Railway, conhecida popularmente como "Inglesa," havia comprado os 45 km² de Irineu Evangelista, incluindo a fazenda Bethlém e Cachoeira.[carece de fontes?]
A estação do Juqueri foi fundada em 1 de fevereiro de 1888, no mesmo ano chegaria o siciliano Filoteo Beneduce, que tinha a intenção de descobrir ouro em grande escala no lugar, conhecido à época como Pedreira, atualmente a Quarta Colônia. Como no local não existia a quantidade esperada, Beneduce resolveu se dedicar à extração de pedras, que eram enviadas para a cidade de São Paulo pela Estrada de Ferro recém-inaugurada, representando assim, a primeira atividade industrial na região.[carece de fontes?]

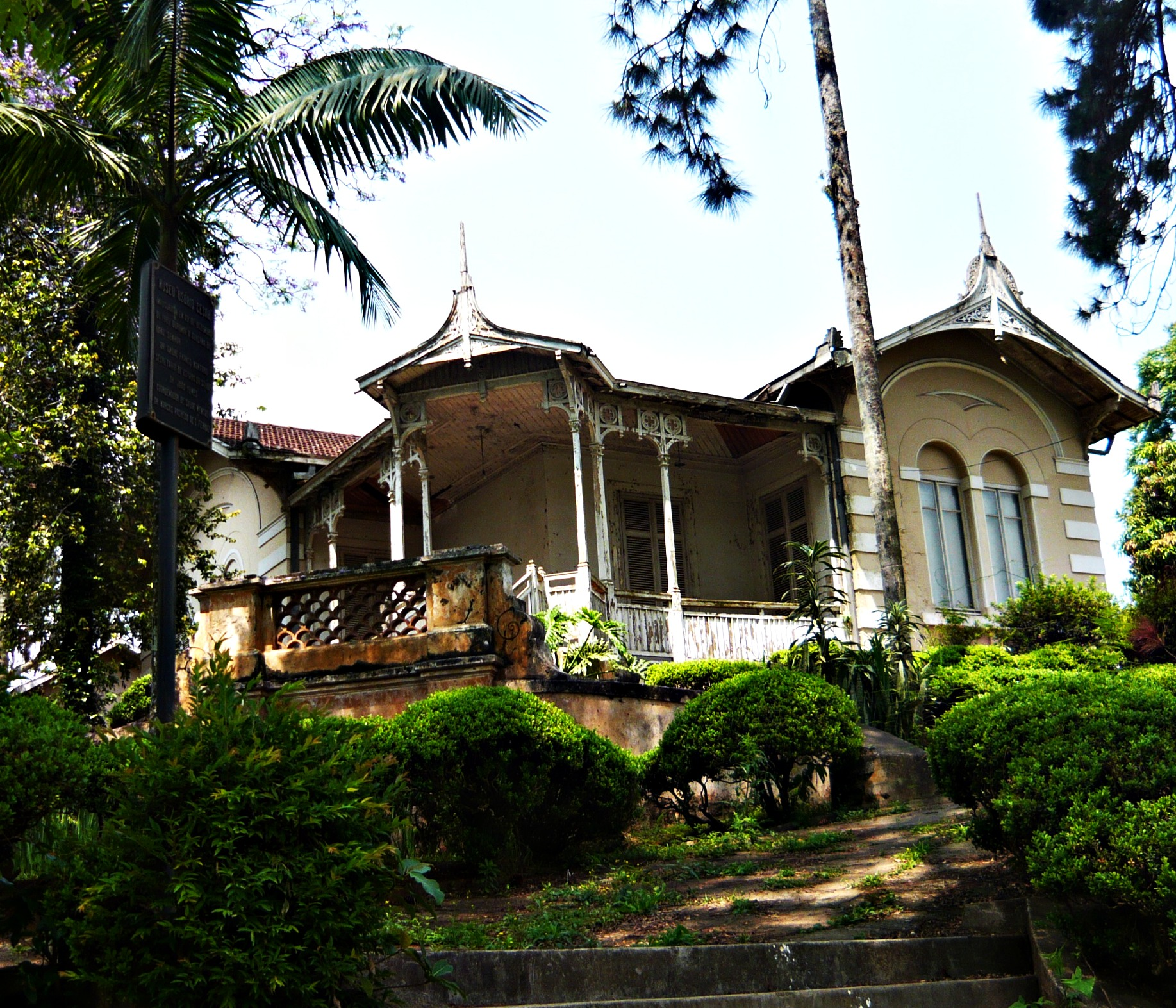
Museu Osório César, parte integrante do patrimônio tombado do Juqueri.

O desenvolvimento da região prosseguiu em 1895, com a construção de uma colônia de alienados, projetada pelo arquiteto Ramos de Azevedo. Sua construção visava suprir a demanda de pacientes mentais, já que os principais locais, como o Hospital de Alienados, em São Paulo, e a Chácara Ladeira do Tabatinguera, em Sorocaba, que atendiam doentes mentais de todo o estado de São Paulo, já não tinham mais condições de receber pacientes.[carece de fontes?]
O projeto, inicialmente denominado Colônia Agrícola do Juqueri, foi inaugurado em uma área de 150 hectares, com capacidade inicial de 800 leitos, ocupando um terreno à margem da linha férrea, próximo à estação Juqueri. Com o passar dos anos as terras da Quarta Colônia, as fazendas Cresciúma e Velha foram incorporadas ao patrimônio do Hospital. Na Quarta Colônia, aliás, foi instalada a usina elétrica do hospital — hoje Cachoeira Quarta Colônia — que durante anos forneceu energia também para a estação Juqueri e a todo o povoado. Com o falecimento de Frederico Alvarenga, em 1896, o doutor Francisco Franco da Rocha, a serviço do governo do estado, foi designado para administrar o hospital.[carece de fontes?]

### Início do século XX
No ano de 1908, devido à distância até a Paróquia de Sant'Ana, foi iniciada a construção de uma capela em louvor à Imaculada Conceição no povoado.[carece de fontes?]
A primeira escola primária da região ficava em um local muito castigado pelas enchentes e em 1909, a escolinha Rural Masculina passou a funcionar onde hoje é a rua Azevedo Soares, ficando sob a tutela do professor Ernesto Alves de Oliveira. [carece de fontes?]
Em 1934, o povoado deixa de fazer parte de Parnahyba e passa a integrar o município de Juquery, sendo elevado a categoria de distrito em 21 de setembro, com a denominação de Franco da Rocha.[carece de fontes?]

### Emancipação e formação municipal
Em 30 de novembro de 1944, Franco da Rocha foi elevado à categoria de município pelo decreto-lei nº 14334, sendo constituído pelo distrito de Caieiras e pelo distrito-sede de Franco da Rocha.
Na década de 1950, foi criada a comissão Pró-Melhoria de Caieiras, para colaborar com os sub-prefeitos na execução de obras públicas do distrito de Caieiras. Tal comissão também tinha finalidade de colaborar na emancipação do distrito, para isto, foi elaborado um abaixo assinado endereçado à Assembléia Legislativa solicitando a realização de um plebiscito e a criação de um município denominado Santo Antônio de Caieiras, o que resultou na exoneração do sub-prefeito, cargo ocupado à época por Gino Dártora. Apesar das represálias, o plebiscito foi realizado e 968 pessoas votaram – 40 contra, 1 abstenção, 1 nulo e 926 a favor, resultando na emancipação de Caieiras em 14 de dezembro de 1958.
Cinco anos após a primeira perda territorial de Franco da Rocha, o distrito de Francisco Morato também realizaria um plebiscito, vindo a conquistar sua emancipação em 21 de março de 1965.

## Geografia

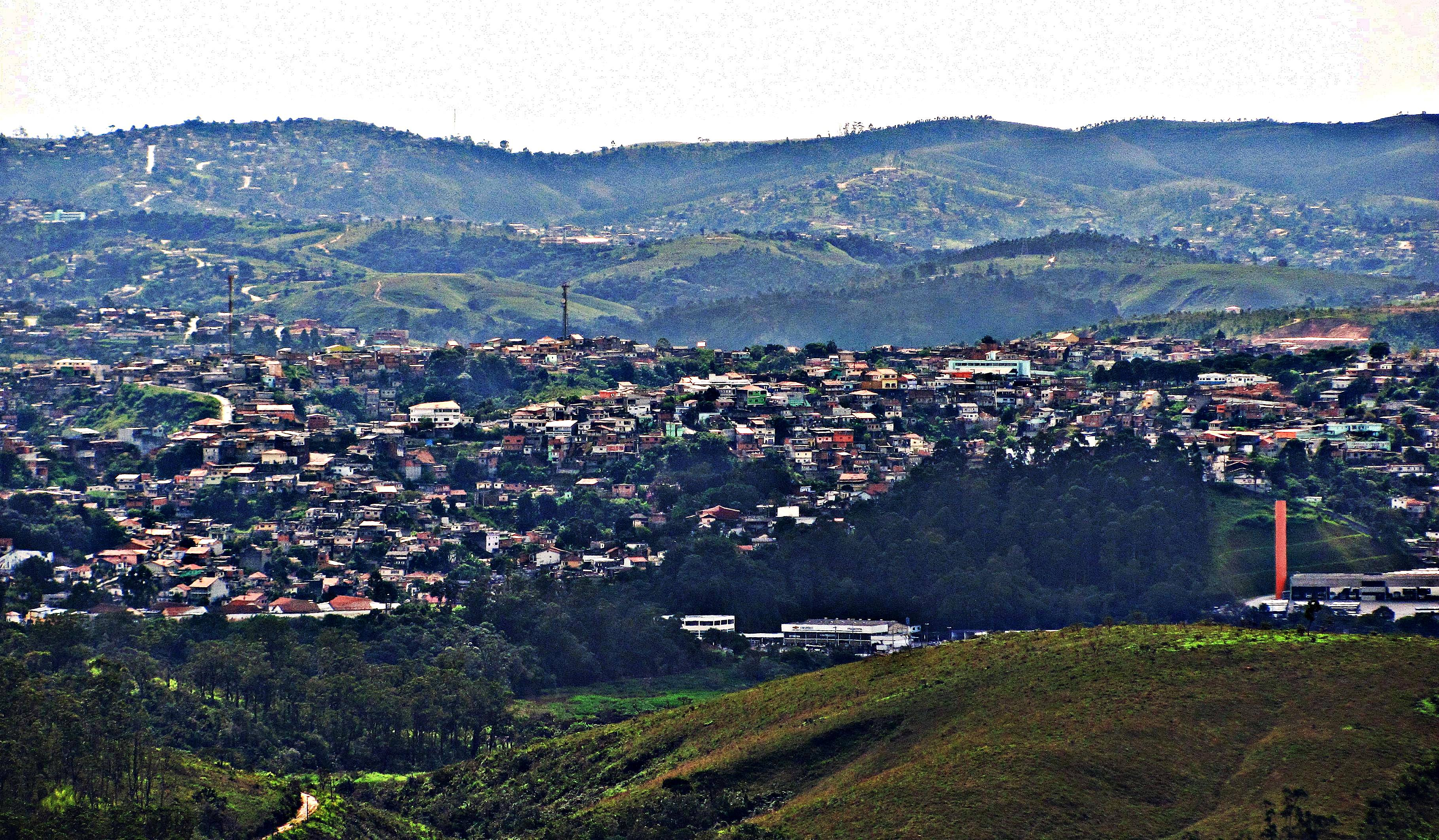
Vista da área urbana de Franco da Rocha em região bem próxima a área central.

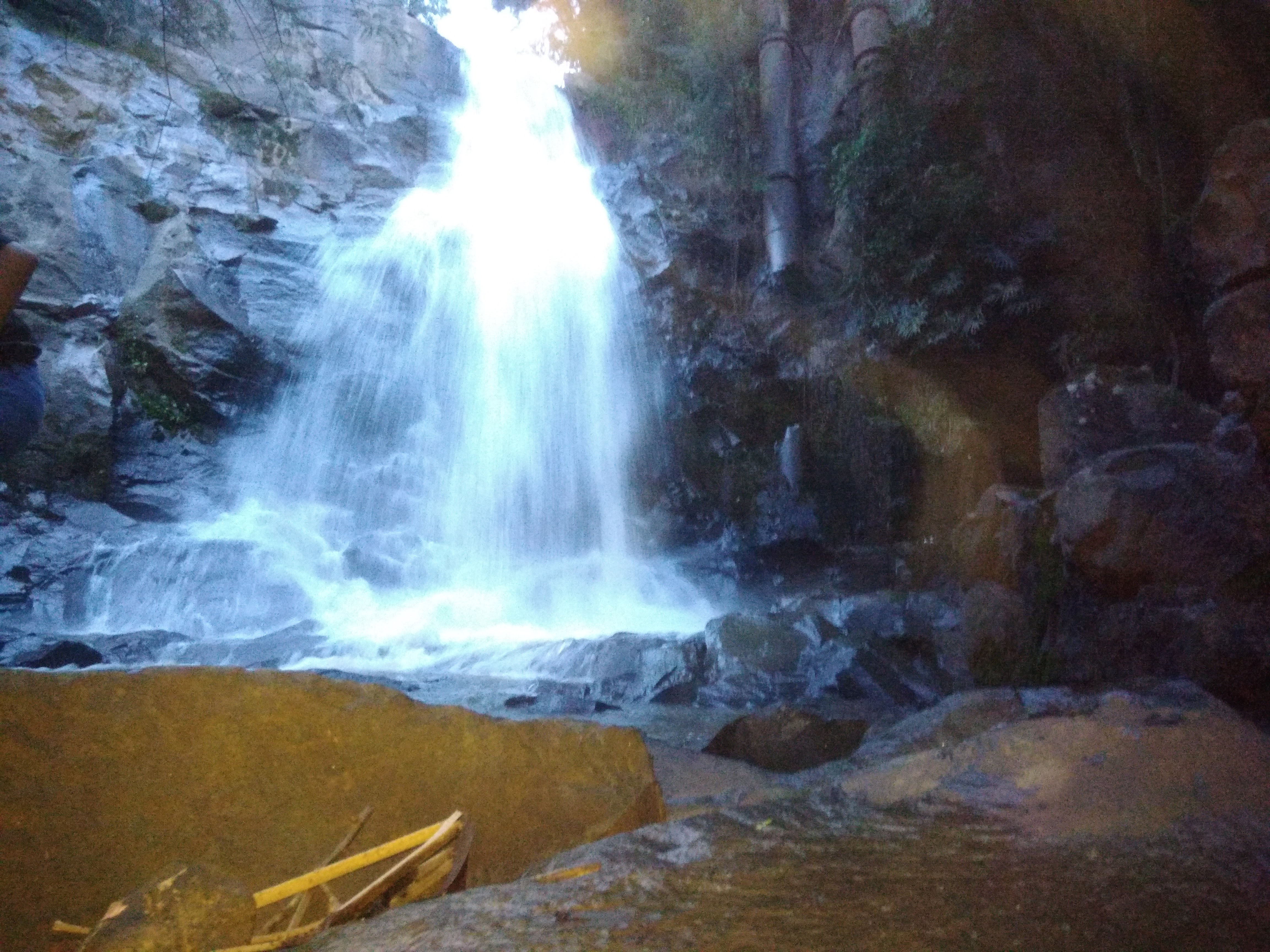
Cachoeira Quarta Colônia, localizada no Parque Pretória em Franco da Rocha.

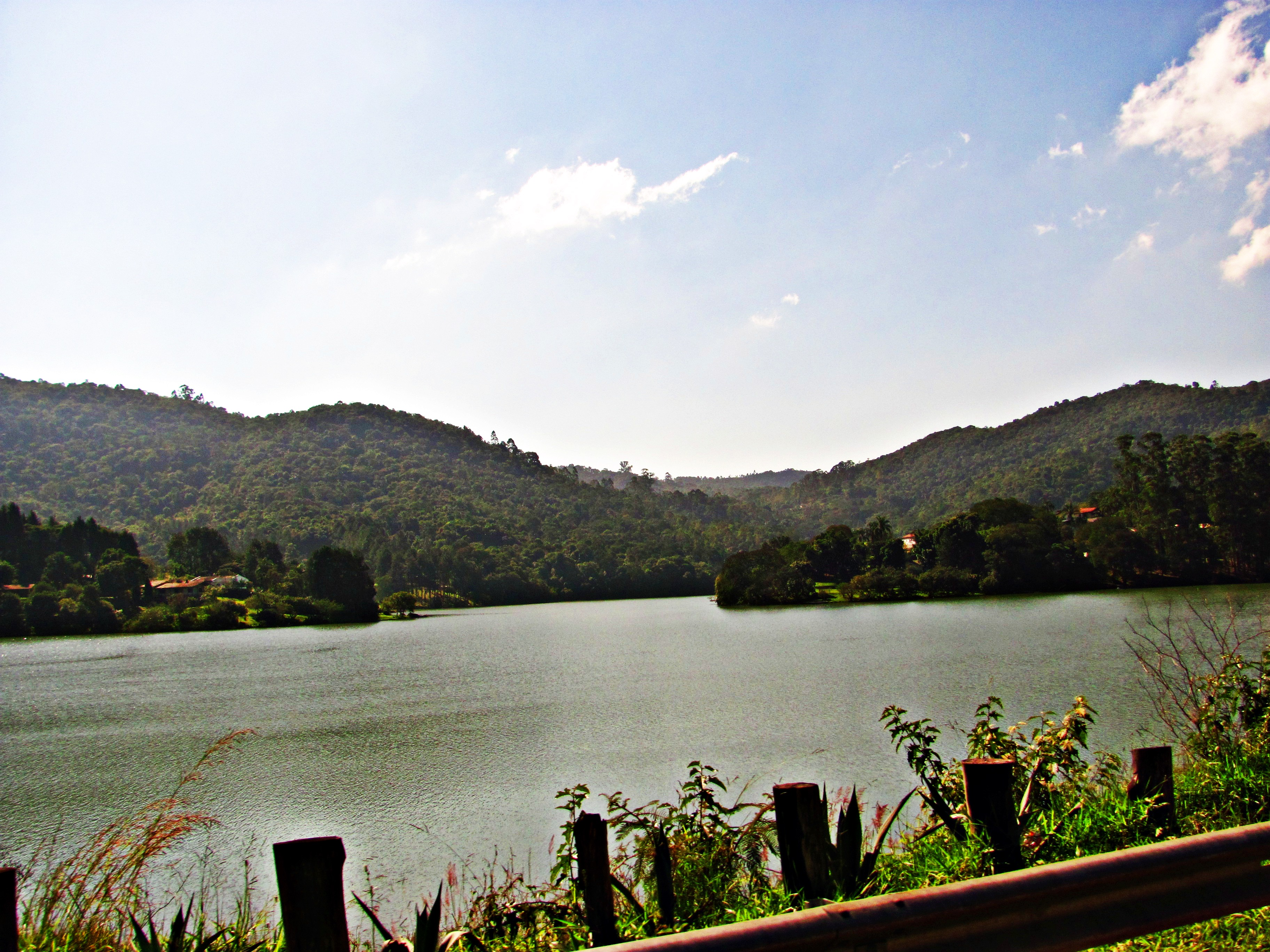
Reservatório Paulo de Paiva Castro, entre Mairiporã e Franco da Rocha.

O clima é temperado e inverno seco. O solo é ácido, erodido em sua maior parte, exceto região de aluviações no Rio-Abaixo e Mato Dentro.

### Hidrografia
- Rio Juqueri
- Reservatório Juqueri
- Ribeirão Eusébio
- Ribeirão Borda da Mata
- Ribeirão Itaim
- Tanque Velho
- Cristais
- Santa Inês
- Córrego da 3º Colônia

Enchentes
Pela sua hidrografia característica, o município sofreu vários alagamentos.
Em 11 de janeiro de 2011 uma enchente alagou quase toda a área central do município, causada pelo aumento da vazão da Represa Paulo de Paiva Castro, que normalmente é de 1 m³/s e chegou a 80 m³/s. Moradores ficaram isolados, prédios públicos, residências e estabelecimentos comerciais foram tomados pela água, que somente dois dias depois começou a baixar. Não houve informações sobre mortos. Duas das três entradas para a cidade - de Mairiporã e Caieiras - ficaram inacessíveis.
Em 11 de março de 2016, depois de uma forte chuva que se precipitou sobre a Região Metropolitana de São Paulo, o centro de Franco da Rocha ficou alagado. A maior parte da água veio da Represa Paiva Castro, que estava com pouco mais de 30% da capacidade no dia 10 de março, e foi para 100% as 2h da madrugada. As 6h da manhã, as comportas da represa fora abertas, para evitar seu rompimento. A circulação dos trens foi interrompida entre Perus e Jundiaí às 23h40. Dias depois a operação foi retomada parcialmente.
Desde a noite de 28 de janeiro de 2022, fortes chuvas atingiram a Região Metropolitana de São Paulo durante cinco dias, causando dezenas de mortes. Segundo números oficiais divulgados em 4 de fevereiro, dezoito mortos foram contabilizados em Franco da Rocha. Vários pontos da cidade alagaram, principalmente o centro e áreas próximas, com o desabamento de várias casas, devido a deslizamentos de terra. O tráfego de trens foi interrompido devido ao alagamento dos trilhos entre Francisco Morato e Perus. O tráfego de veículos entre o município e Jundiaí também foi prejudicado devido aos deslizamentos de terra e queda de árvores na SP-332, principal rodovia que liga as cidades.

### Municípios limítrofes
Seus limites são Jundiaí, Campo Limpo Paulista, Várzea Paulista (minimamente) a noroeste, Francisco Morato a norte, Atibaia (minimamente) a nordeste, Mairiporã a leste, Caieiras a sul, e Cajamar a oeste.

### Rodovias
- SP-332 - Rodovia Tancredo Neves

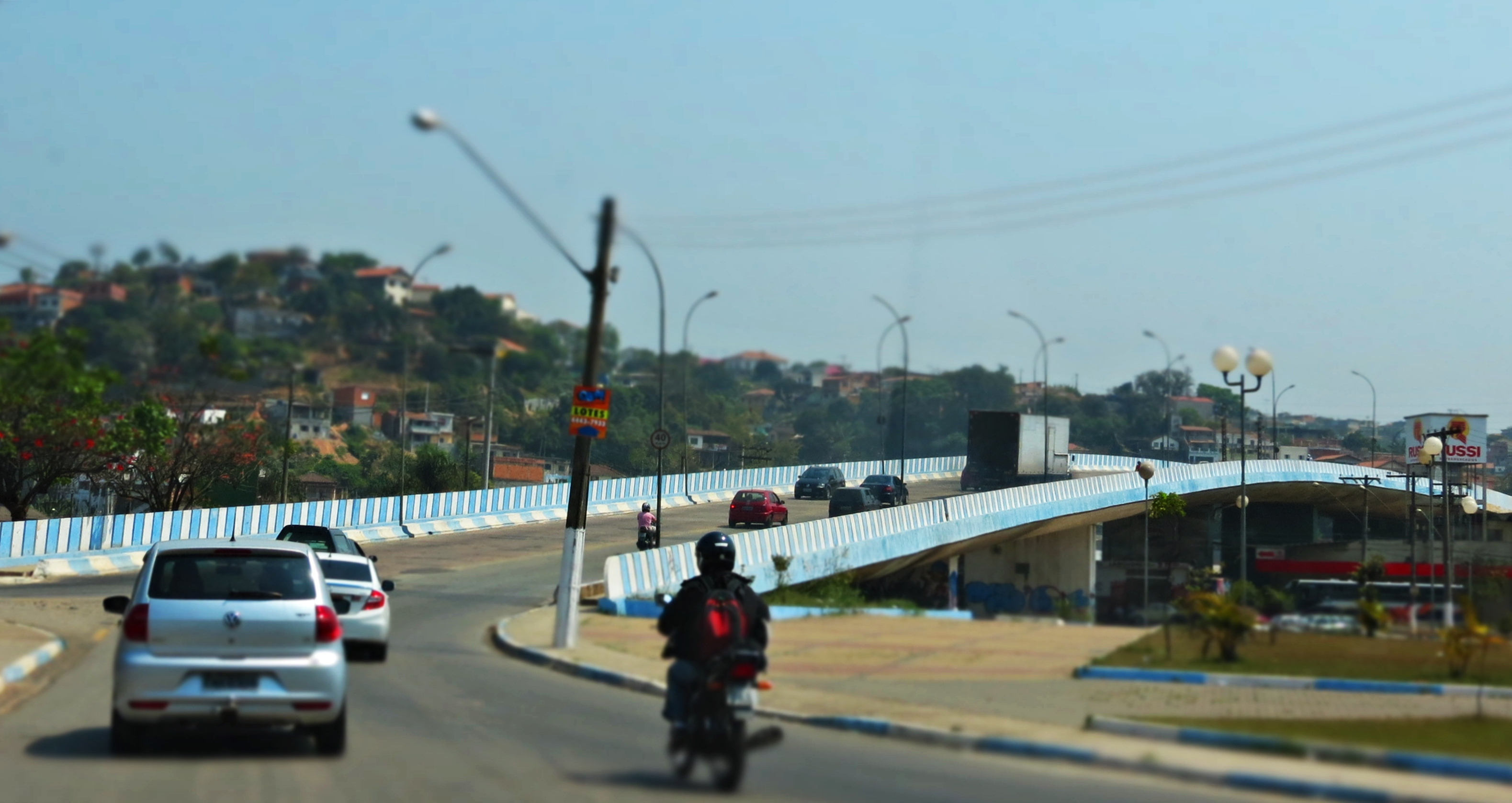
Viaduto Pref. Donald Savazoni (conhecido como pontilhão) que serve de conexão viária entre os dois lados da cidade separados pela linha férrea e liga a SP-023 com a SP-332.

- SP-023 - Rodovia Luiz Salomão Chamma
- SP-354 - Rodovia Edgard Máximo Zamboto
- SP-348 - Rodovia dos Bandeirantes - Cruza o território de Franco da Rocha, porém sem acesso direto à cidade.
- BR-381 - Rodovia Fernão Dias - Acesso por Mairiporã.

### Ferrovias
- Linha 7 do Trem Metropolitano de São Paulo[21]

## Demografia

### População
| Crescimento populacional                             | Crescimento populacional | Crescimento populacional | Crescimento populacional |
| Ano                                                  | População Total          |                          | %±                       |
| ---------------------------------------------------- | ------------------------ | ------------------------ | ------------------------ |
| 1946                                                 | 22 172                   |                          | —                        |
| 1950                                                 | 26 055                   |                          | 17,5%                    |
| 1958                                                 | 29 216                   |                          | 12,1%                    |
| 1960                                                 | 27 930                   |                          | −4,4%                    |
| 1970                                                 | 36 303                   |                          | 30,0%                    |
| 1980                                                 | 50 794                   |                          | 39,9%                    |
| 1991                                                 | 85 535                   |                          | 68,4%                    |
| 2000                                                 | 108 122                  |                          | 26,4%                    |
| 2010                                                 | 131 604                  |                          | 21,7%                    |
| 2022                                                 | 144 849                  |                          | 10,1%                    |
| Est. 2024                                            | 149 786                  | [ 22 ]                   | 3,4%                     |
| Fontes: Censos Demográficos IBGE e Estimativas SEADE |                          |                          |                          |

### Religião
O cristianismo se faz presente na cidade da seguinte forma:
A Igreja Católica é representada na cidade pela Diocese de Bragança Paulista. Entre as igrejas protestantes históricas, pentecostais e neopentecostais, encontram-se na cidade:
- Assembleia de Deus Ministério do Belém.[31][32]
- Congregação Cristã no Brasil.[33]

## Política e administração

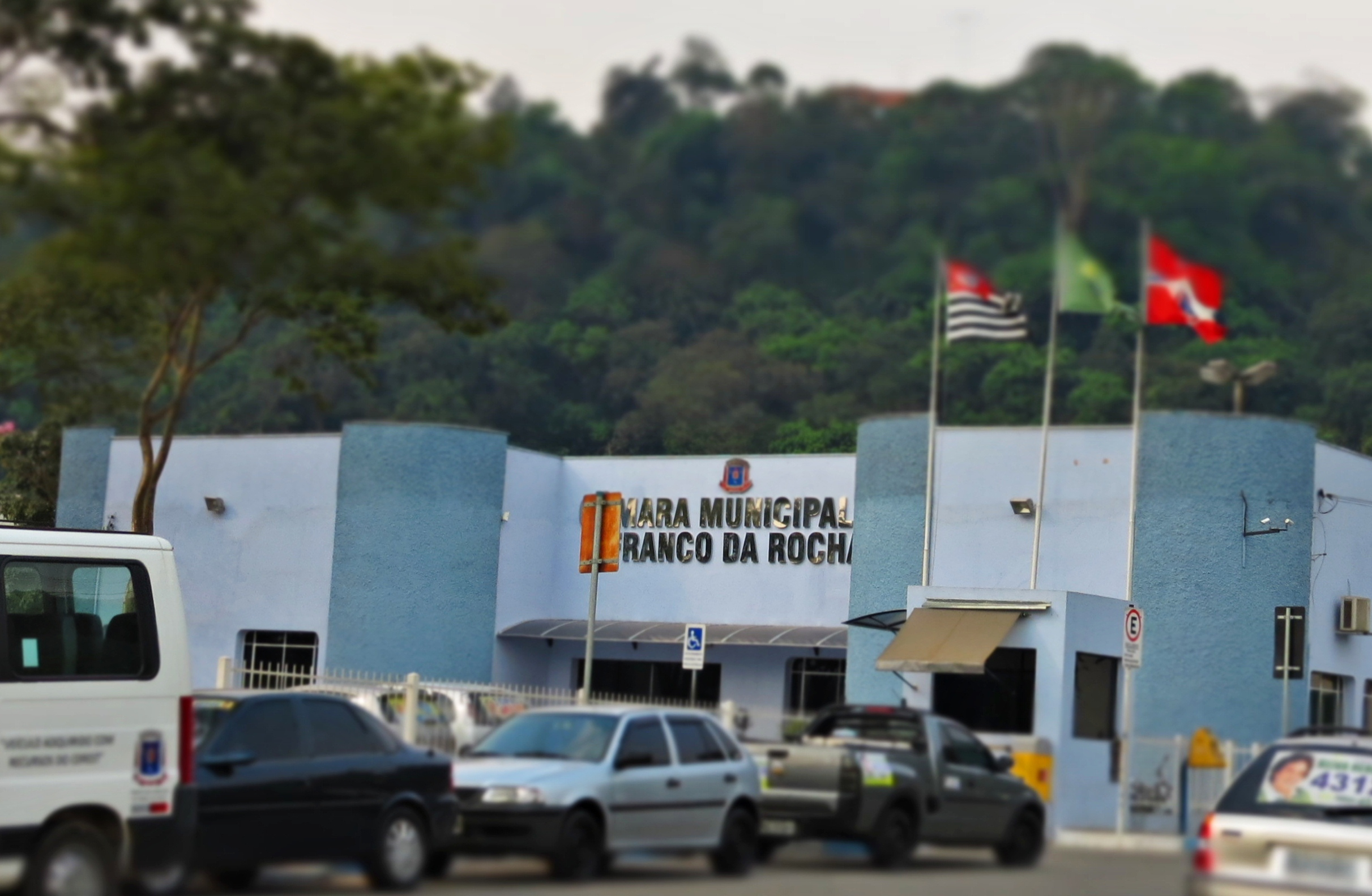
Câmara Municipal.

A administração municipal dá-se pelo poder executivo e pelo legislativo. Os atuais líderes políticos de Franco da Rocha são:
Prefeita: Lorena Oliveira (Solidariedade)
Presidente da câmara: Thiago Seixas (Republicanos)

### Cidade-irmãs
- Qingtian[34]

## Infraestrutura

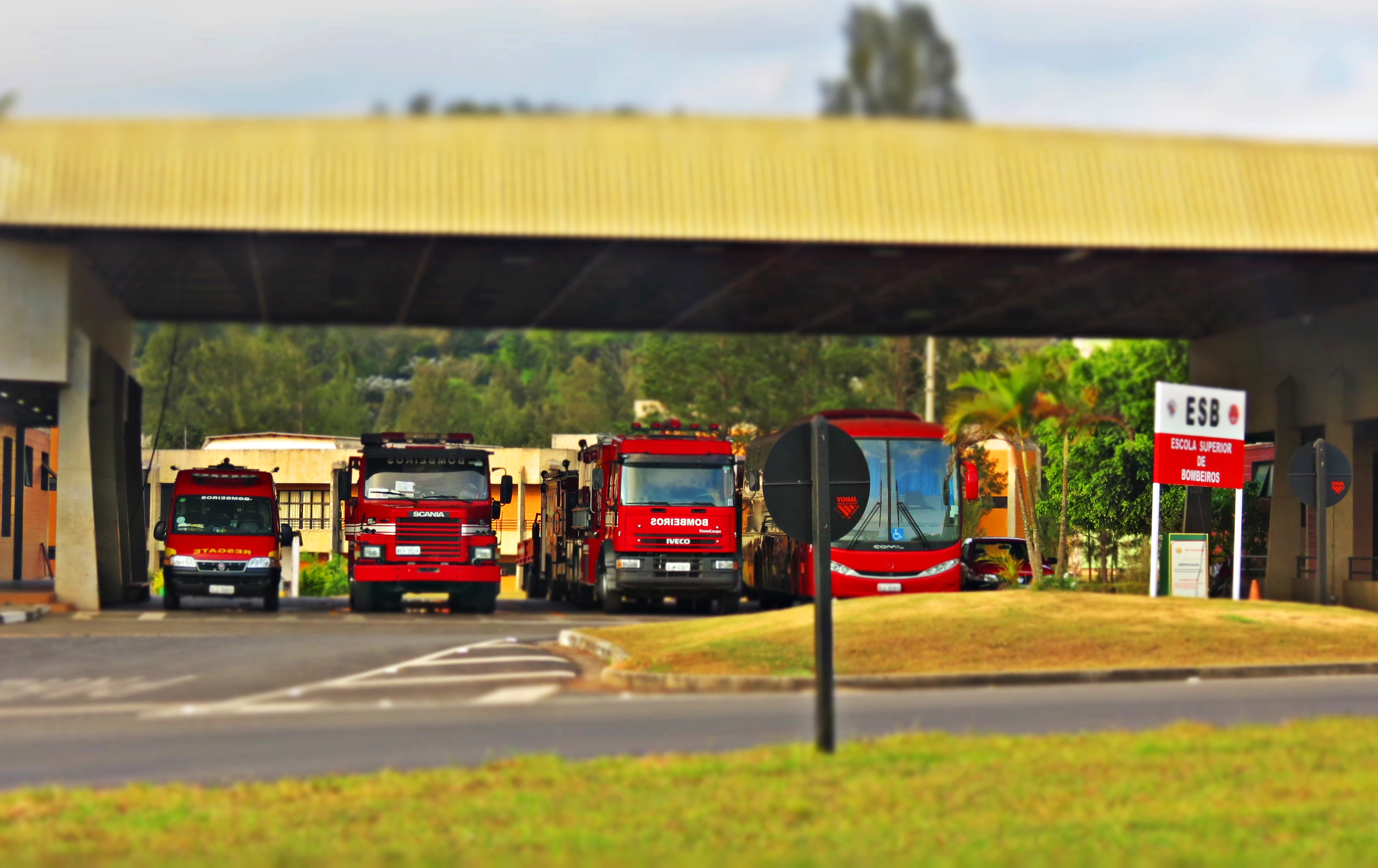
Escola Superior de Bombeiros, a maior da América Latina.

### Educação
Existe pelo menos uma escola técnica em Franco da Rocha: Escola Técnica Estadual Doutor Emílio Hernadez Aguilar.

### Comunicações
O sistema de telefones automáticos foi inaugurado na cidade em 1974 pela Telecomunicações de São Paulo (TELESP), que também implantou o sistema de discagem direta à distância (DDD) em 1975 com o código de área (011). Anteriormente a cidade era atendida pela Companhia Telefônica Brasileira (CTB).

### Transportes

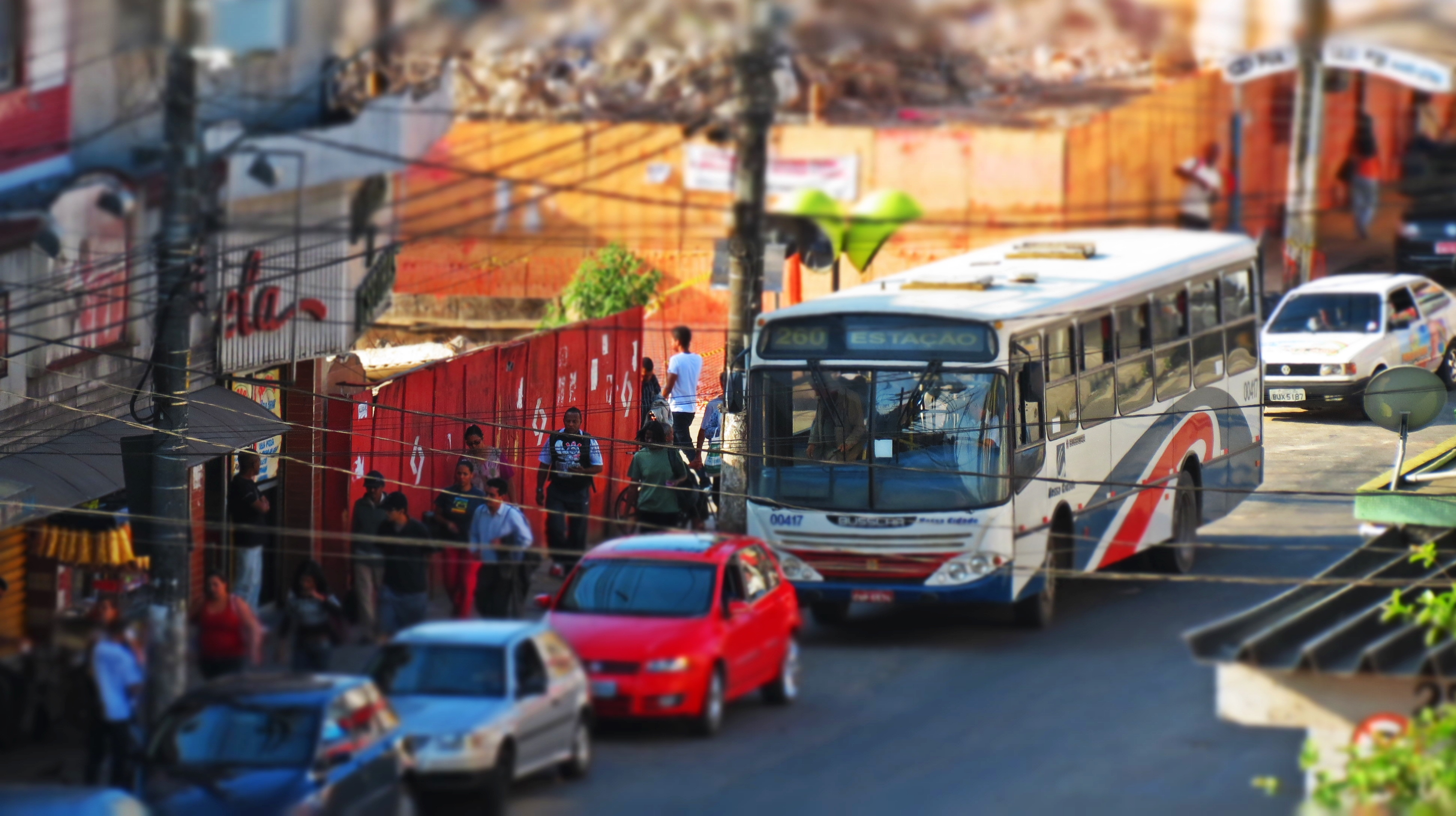
Movimentação no centro da cidade.

Franco da Rocha é servida por trens da CPTM com as estações Franco da Rocha e Baltazar Fidélis, ambas na Linha 7–Rubi do Trem Metropolitano de São Paulo.[carece de fontes?]
Ademais, a cidade possui 2 Terminais de Ônibus (Oeste e Leste) nas quais, partem linhas Intermunicipais e parte das 26 linhas municipais operadas pela Viação Cidade de Caieiras com o nome fantasia “Viação Nossa Cidade”. Vale ressaltar que, no transporte intermunicipal gerenciado pela EMTU, operam três empresas, sendo elas: Viação Cidade de Caieiras e Auto-Ônibus Moratense (Consórcio Anhanguera); ETM – Empresa de Transportes Mairiporã (Consórcio Internorte). O município conta ainda com 3 linhas Suburbanas com destino a Jundiaí e Campo Limpo Paulista operadas pela Rápido Luxo Campinas.[carece de fontes?]